# Lillian Nordica
Lillian Nordica, pseudonimo di Lillian Allen Norton (Farmington, 12 dicembre 1857 – Giacarta, 10 maggio 1914), è stata un soprano statunitense.

## Biografia

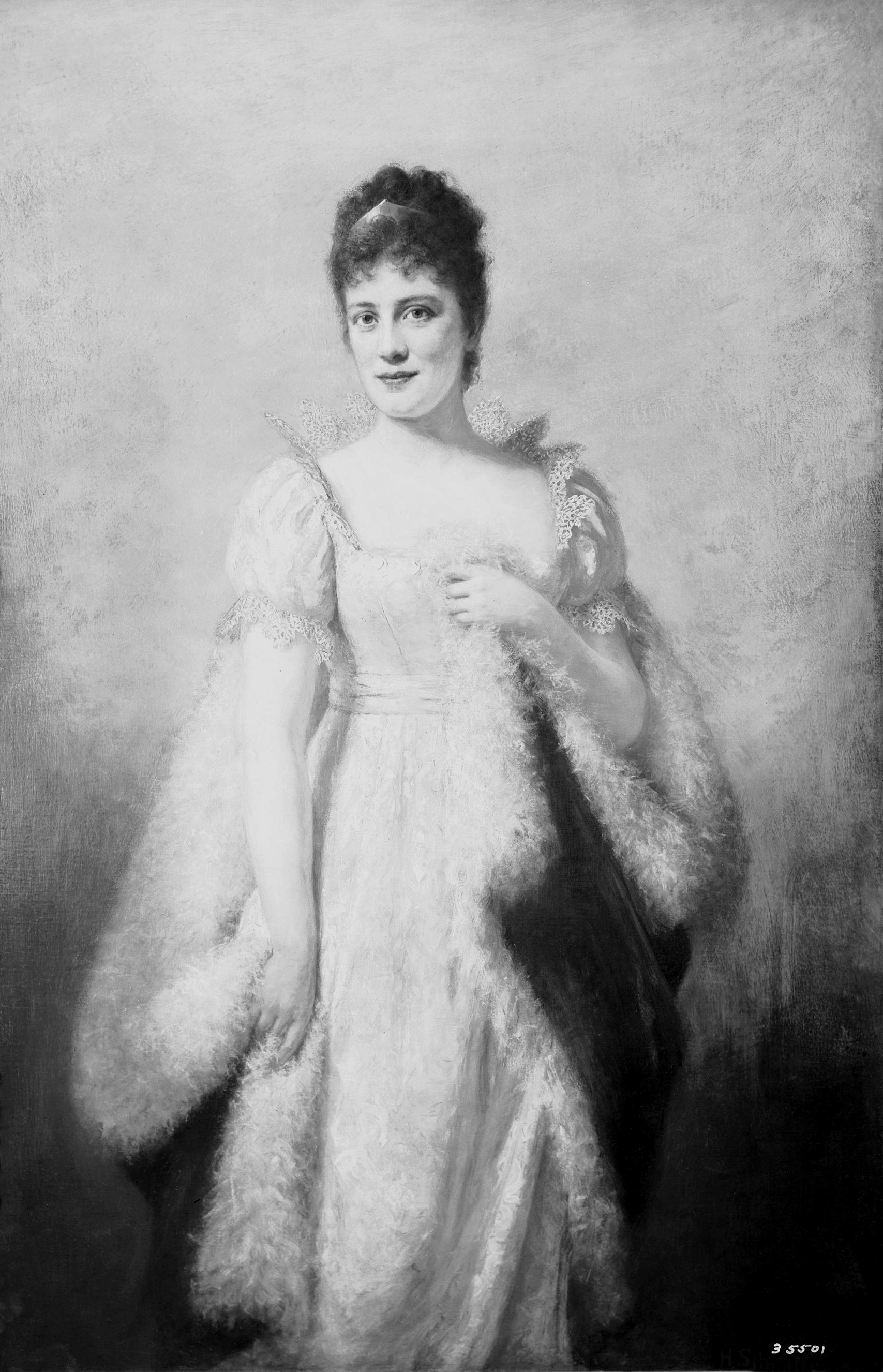
Ritratto di Lillian Nordica, eseguito da Hermann Schmiechen, 1878

Lillian Nordica nacque a Farmington il 12 dicembre 1857, figlia di Edwin e Amanda Allen Norton; la sua famiglia si trasferì a Boston, quando Lillian aveva sette anni, dove suo padre fondò uno studio fotografico.
Si avvicinò alla musica studiando al New England Conservatory of Music, dopo di che effettuò una tournée in Europa e durante il suo esordio milanese nel Don Giovanni, nel ruolo di donna Anna (1879), il suo cognome venne tradotto in Nordica, che assunse come pseudonimo;proseguì cantando come Violetta in La traviata di Giuseppe Verdi, e dopo essersi esibita in molte città italiane, tedesche e russe, debuttò all'Opéra national de Paris di Parigi nel 1882 come Marguerite nel Faust di Charles Gounod.
Svolse la sua attività sia in Europa sia negli Stati Uniti, dove ottenne un grande successo al Metropolitan Opera House.
Importante fu la sua rappresentazione nel ruolo di Elsa nell'opera Lohengrin presso il Festival Theater di Bayreuth.
Il suo tour di concerti la portò nel Sud Pacifico. Dopo essersi esibita a Melbourne, in Australia, la sua nave, la Tasman, si incagliò lungo la rotta verso Giava su una scogliera nello Stretto di Torres. Il Tasman fu salvato da una nave a carbone giapponese e si diresse verso l'isola di Giava.
Nordica si ammalò di polmonite. Sembrava riprendersi e fu trasferita a Giacarta. 
Le sue condizioni tuttavia peggiorarono e morì il 10 maggio 1914.
Dotata di una vocalità agile, estesa e squillante, si dedicò nella prima parte della sua carriera ai ruoli d'agilità. Quando la voce maturò e divenne opulenta si accostò al repertorio drammatico e, in particolare a quello wagneriano, nel quale ottenne i maggiori successi, grazie anche alla sua pregevole presenza.
Lillian Nordica si sposò tre volte: il primo marito, nel gennaio del 1883 a Parigi, fu Frederick Gower, un ricco direttore commerciale; il secondo fu il baritono ungherese Zoltan Döme, che sposò a Chicago nel 1896; il terzo fu George Washington Young, ricco finanziere, sposato a Londra nel 1907.

## Repertorio
| Ruolo                          | Titolo                  | Autore     |
| ------------------------------ | ----------------------- | ---------- |
| Principessa Eudoxie            | L'ebrea                 | Halévy     |
| Sulamith                       | La regina di Saba       | Goldmark   |
| Marguerite                     | Faust                   | Gounod     |
| Isabella                       | Roberto il diavolo      | Meyerbeer  |
| Margherita di Valois Valentine | Gli ugonotti            | Meyerbeer  |
| Inès Sélika                    | L'africana              | Meyerbeer  |
| Cherubino Contessa d'Almaviva  | Le nozze di Figaro      | Mozart     |
| Donna Anna Donna Elvira        | Don Giovanni            | Mozart     |
| Regina della Notte             | Il flauto magico        | Mozart     |
| Gioconda                       | La Gioconda             | Ponchielli |
| Philine                        | Mignon                  | Thomas     |
| Ofelia                         | Amleto                  | Thomas     |
| Gilda                          | Rigoletto               | Verdi      |
| Leonora                        | Il trovatore            | Verdi      |
| Violetta Valéry                | La traviata             | Verdi      |
| Aida                           | Aida                    | Verdi      |
| Venere                         | Tannhäuser              | Wagner     |
| Elsa di Brabante               | Lohengrin               | Wagner     |
| Brunilde                       | La Valchiria            | Wagner     |
| Isotta                         | Tristano e Isotta       | Wagner     |
| Brunilde                       | Sigfrido                | Wagner     |
| Brunilde                       | Il crepuscolo degli dei | Wagner     |
| Kundry                         | Parsifal                | Wagner     |